# 19534 Miyagi
19534 Miyagi è un asteroide della fascia principale. Scoperto nel 1999, presenta un'orbita caratterizzata da un semiasse maggiore pari a 2,2630356 UA e da un'eccentricità di 0,1237800, inclinata di 6,07075° rispetto all'eclittica.